# Giải vô địch bóng đá trong nhà nữ ASEAN
Giải vô địch bóng đá trong nhà nữ ASEAN  là giải đấu bóng đá trong nhà giữa các đội tuyển bóng đá trong nhà các quốc gia Đông Nam Á do Liên đoàn bóng đá Đông Nam Á tổ chức. Giải đấu được tổ chức lần đầu tiên vào năm 2024.

## Lịch sử
Trong nhiều thập niên, Đại hội Thể thao Đông Nam Á là giải đấu duy nhất để các đội tuyển bóng đá trong nhà nữ là thành viên của Liên đoàn bóng đá ASEAN (AFF) tranh tài, trong khi các đội tuyển nam đã có Giải vô địch bóng đá trong nhà bên cạnh SEA Games. Vào năm 2013, một giải bóng đá trong nhà dành cho nữ được tổ chức tại Myanmar trước thềm Đại hội Thể thao Đông Nam Á lần thứ 27 với sự tham gia của bốn đội tuyển. Việt Nam đã giành chức vô địch trong giải đấu đó, nhưng lúc này giải chưa được coi là một giải vô địch bóng đá trong nhà nữ chính thức trong hệ thống của AFF.
Năm 2024, AFF đã chính thức khai sinh giải đấu bóng đá trong nhà nữ ASEAN lần đầu tiên, được tổ chức tại Philippines với năm đội tuyển tham dự. Việt Nam là đội vô địch đầu tiên của giải đấu sau khi đánh bại Thái Lan 2–1 trong trận chung kết.

## Kết quả
| Lần | Năm  | Chủ nhà     |            | Chung kết   | Chung kết  | Chung kết   |       | Tranh hạng ba | Tranh hạng ba | Tranh hạng ba |  | Số đội |
| Lần | Năm  | Chủ nhà     | Vô địch    | Tỷ số       | Á quân     | Hạng ba     | Tỷ số | Hạng tư       |               |               |  | Số đội |
| 1   | 2024 | Philippines | · Việt Nam | 2–1 (s.h.p) | · Thái Lan | · Indonesia | 4–1   | · Myanmar     | 5             |               |  |        |

## Tóm tắt
| Hạng | Đội         | Lần | Thi đấu | Thắng | Hòa | Thua | Bàn thắng | Bàn thua | Hiệu số | Điểm |
| ---- | ----------- | --- | ------- | ----- | --- | ---- | --------- | -------- | ------- | ---- |
| 1    | Việt Nam    | 1   | 5       | 4     | 0   | 1    | 18        | 7        | +11     | 12   |
| 2    | Thái Lan    | 1   | 5       | 4     | 0   | 1    | 14        | 3        | +11     | 12   |
| 3    | Indonesia   | 1   | 5       | 3     | 0   | 2    | 13        | 8        | +5      | 9    |
| 4    | Myanmar     | 1   | 5       | 0     | 1   | 4    | 6         | 20       | -14     | 1    |
| 5    | Philippines | 1   | 4       | 0     | 1   | 3    | 4         | 17       | -13     | 1    |

## Các cầu thủ xuất sắc nhất
Tính đến 21 tháng 11 năm 2024
| Năm  | Cầu thủ                 |
| ---- | ----------------------- |
| 2024 | Trịnh Nguyễn Thanh Hằng |

## Các vua phá lưới
Tính đến 21 tháng 11 năm 2024
| Năm  | Cầu thủ           | Tổng số bàn thắng |
| ---- | ----------------- | ----------------- |
| 2024 | Nguyễn Phương Anh | 5                 |

## Các thủ môn xuất sắc nhất
Tính đến 21 tháng 11 năm 2024
| Năm  | Cầu thủ         |
| ---- | --------------- |
| 2024 | Chaw Sandi Aung |

## Các quốc gia tham dự
Chú giải
- 1st — Vô địch
- 2nd —Á quân
- 3rd — Hạng ba
- 4th — Hạng tư
- 5th – Hạng năm
- ×  — Không tham dự / Bỏ cuộc / Bị cấm
- — Chủ nhà

Đối với mỗi giải đấu, quốc kỳ của nước chủ nhà và số đội trong mỗi vòng chung kết (trong ngoặc đơn) được hiển thị.
| Đội         | 2024 (5) | Tổng |
| ----------- | -------- | ---- |
| Indonesia   | 3rd      | 1    |
| Myanmar     | 4th      | 1    |
| Philippines | 5th      | 1    |
| Thái Lan    | 2nd      | 1    |
| Việt Nam    | 1st      | 1    |